# Чосакі-Домб
Чосакі-Домб (пол. Czosaki-Dąb) — село в Польщі, у гміні Колаки-Косьцельні Замбровського повіту Підляського воєводства.
Населення — 76 осіб (2011).
У 1975-1998 роках село належало до Ломжинського воєводства.

## Демографія
Демографічна структура станом на 31 березня 2011 року:
|          | Загалом | Допрацездатний вік | Працездатний вік | Постпрацездатний вік |
| -------- | ------- | ------------------ | ---------------- | -------------------- |
| Чоловіки | 34      | 9                  | 23               | 2                    |
| Жінки    | 42      | 9                  | 24               | 9                    |
| Разом    | 76      | 18                 | 47               | 11                   |